# Касумов, Агабала Гусейн оглы
Агабала Гусейн оглы Касумов (азерб. Ağabala Hüseyn oğlu Qasımov; 1890, Битдили, Елизаветпольский уезд — 1952, Битдили, Шамхорский район) — советский азербайджанский хлопковод, Герой Социалистического Труда (1950).

## Биография
Родился в 1890 году в селе Битдили Елизаветпольского уезда Елизаветпольской губернии (ныне село Ениабад Шамкирского района Азербайджана).
С 1931 года поливальщик, колхозник, бригадир колхоза имени Рустама Алиева Шамхорского района. В 1949 году получил урожай хлопка 48,7 центнеров с гектара на площади 36,5 гектаров.
Указом Президиума Верховного Совета СССР от 12 июля 1950 года за получение высоких урожаев хлопка на поливных землях в 1949 год Касумову Агабале Гусейн оглы присвоено звание Героя Социалистического Труда с вручением ордена Ленина и золотой медали «Серп и Молот».
Скончался в 1952 году в родном селе.